# Список лиг и турниров по League of Legends
League of Legends — киберспортивная дисциплина жанра MOBA.

## Правила

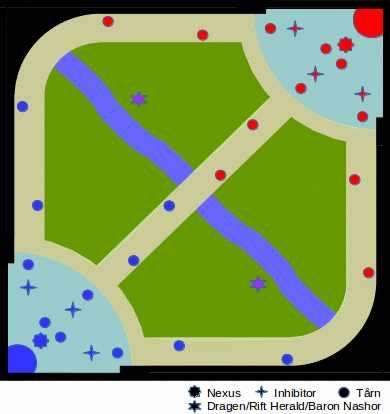
Ущелье призывателей

Игры профессиональных соревнований по League of Legends проводятся на карте «Ущелье Призывателей» в формате 5 на 5. Каждая игра начинается со стадии выбора и блокировок: выбираются для игры 5 чемпионов (игровых персонажей), начиная с сезона 2017 столько же и блокируется. Для выбранных чемпионов подбираются руны и умения призывателя. Победа в игре засчитывается команде, уничтожившей главное здание врага — нексус. Каждая команда, которая согласилась принимать участие в розыгрыше регионального чемпионата или международного турнира, состоит из менеджмента, тренерского штаба, игрока верхней линии, лесника, игрока средней линии, стрелка, игрока поддержки, а также запасных и неактивных игроков. В региональных чемпионатах действует лимит на «нерезидентов» — в основном составе каждой команды не менее 60 % игроков должны были быть гражданами стран региона лиги. Например, резидентами СНГ во время проведения весеннего сплита LCL 2017 являлись граждане Азербайджана, Армении, Беларуси, Казахстана, Киргизии, Молдовы, России, Таджикистана, Туркмении, Узбекистана и Украины, а также «неграждане» Эстонии и Латвии.

## Региональные чемпионаты

### 1-й уровень
| Регион                | Соревнование                        | Обладает квотами на WC и MSI |
| --------------------- | ----------------------------------- | ---------------------------- |
| Республика Корея      | Champions Korea                     | 2012 — н.в                   |
| Тайвань/Гонконг/Макао | Master Series                       | 2015 — н.в.                  |
| Северная Америка      | North American Championship Series  | 2013 — н.в.                  |
| Европа                | Еuropean Championship Series        | 2013 — н.в.                  |
| Китай                 | Pro League                          | 2013 — н.в.                  |
| Неосновные лиги       | International Wildcard Qualifier    | 2013 — 2016                  |
| Неосновные лиги       | International Wildcard Invitational | 2013 — 2016                  |
| Бразилия              | Circuito Brasileiro                 | 2017 — н.в.                  |
| Турция                | Turkish Champions League            | 2017 — н.в.                  |
| Япония                | Japan League                        | 2017 — н.в.                  |
| Юго-Восточная Азия    | Garena Premier League               | 2012 — 2014, 2017—2018       |
| Юго-Восточная Азия    | SEA Tour                            | 2018 — н.в.                  |
| Латинская Америка     | Liga Latinoamérica Norte            | 2017 — 2018                  |
| Латинская Америка     | Copa Latinoamérica Sur              | 2017 — 2018                  |
| Латинская Америка     | Liga Latinoamérica                  | 2019 — н.в.                  |
| Океания               | Oceanic Pro League                  | 2017 — н.в.                  |
| СНГ                   | Континентальная лига                | 2017 — н.в.                  |
| Вьетнам               | Vietnam Championship Series         | 2018 — н.в.                  |

### Квалификация
| Профессиональное соревнование 1-й уровень     | Полупрофессиональное соревнование/ нац. соревнование 2-й уровень                                           |
| --------------------------------------------- | --- |
| Champions Korea                               | League of Legends Challengers Korea                                                                        |
| North American Championship Series            | North American League of Legends Challenger Series                                                         |
| Еuropean Championship Series                  | European League of Legends Challenger Series                                                               |
| LoL Pro League                                | LoL Secondary Pro League                                                                                   |
| Master Series                                 | League of Legends Elite Challenger Series                                                                  |
| Circuito Brasileiro de League of Legends      | Circuito Desafiante de League of Legends                                                                   |
| Turkish Championship League                   | Turkish Promotion League                                                                                   |
| League of Legends Japan League                | LJL Challenger Series                                                                                      |
| Vietnam Championship Series                   | Vietnam Championship Series B                                                                              |
| Garena Premier League                         | Singapore Legends Series LoL Championship Malaysia Pro Gaming Series Thailand Pro League LoL Garuda Series |
| Liga Latinoamérica Norte de League of Legends | Riot Open Blue Riot Open Red                                                                               |
| Copa Latinoamérica Sur de League of Legends   | Torneo Nacional Argentina Torneo Nacional Chile LAS Torneo Regional                                        |
| Oceanic Pro League                            | Oceanic Challenger Series                                                                                  |
| Континентальная лига                          | Лига Претендентов                                                                                          |

## Международные турниры
| Соревнование                        | Проводилось | Участников       | Участников | Последний чемпион   |
| Соревнование                        | Проводилось | Групповая стадия | Всего      | Последний чемпион   |
| ----------------------------------- | ----------- | ---------------- | ---------- | ------------------- |
| Чемпионат мира по League of Legends | 2011 — н.в. | 16               | 24         | DRX                 |
| Mid-Season Invitational             | 2015 — н.в. | 6                | 13         | Royal Never Give Up |
| Rift Rivals                         | 2017 — 2019 | 41               | 41         | —                   |

## Другие
«Годы проведения» означает годы, когда на этих турнирах проводились соревнования по LoL.
| Название                   | Регион   | Место проведения             | Годы проведения | Кол-во команд | Последний Чемпион        |
| -------------------------- | -------- | ---------------------------- | --------------- | ------------- | ------------------------ |
| Intel Extreme Masters      | Весь мир | разные                       | 2011 — 2017     |               | SK Telecom T1            |
| IGN ProLeague              | Весь мир |                              | 2011 — 2012     |               | Team WE                  |
| World Cyber Games          | Весь мир | разные                       | 2011 — 2013     |               | CJ Entus Blaze           |
| Major League Gaming        | Весь мир | Северная Америка             | 2011 — 2012     |               | FXOpen eSports           |
| SLTV i-League Invitational | IWC      | «Олимпийский», Киев, Украина | 2016            | 4             | Beşiktaş.Oyun Hizmetleri |